# 沙拉巴·夏爾馬
沙拉巴·夏爾馬（英語：Saurabh Sharma，1997年12月30日—），印度男子羽毛球運動員。

## 簡歷
2016年12月，沙拉巴·夏爾馬分別與阿倫·喬治以及安諾舒卡·帕雷克出戰尼泊爾羽毛球國際系列賽男子雙打以及混合雙打項目，在男子雙打項目中，以0-2的成績不敵隊友，止步於4強。在混合雙打項目中，以2-1的成績（14-21、21-19、21-19）擊敗隊友兼頭號種子文卡特·戈拉夫·普拉萨德/茱希·迪万根組合，奪得個人生涯中首個國際賽冠軍。

## 主要比賽成績
| 年份   | 賽事                   | 公開賽級別 | 項目     | 拍檔            | 成績   |
| ------ | ---------------------- | ---------- | -------- | --------------- | ------ |
| 2016年 | 毛里裘斯羽毛球國際賽   | 國際系列賽 | 男子雙打 | 杜鲁夫·卡皮拉   | 亞軍   |
| 2016年 | 尼泊爾羽毛球國際系列賽 | 國際系列賽 | 男子雙打 | 阿倫·喬治       | 準決賽 |
| 2016年 | 尼泊爾羽毛球國際系列賽 | 國際系列賽 | 混合雙打 | 安諾舒卡·帕雷克 | 冠軍   |
| 2017年 | 哈爾科夫羽毛球國際賽   | 國際挑戰賽 | 混合雙打 | 安諾舒卡·帕雷克 | 亞軍   |
| 2017年 | 南非羽毛球國際賽       | 國際系列賽 | 男子雙打 | 塔伦·科纳       | 冠軍   |
| 2017年 | 南非羽毛球國際賽       | 國際系列賽 | 混合雙打 | 安諾舒卡·帕雷克 | 亞軍   |
| 2018年 | 伊朗羽毛球國際挑戰賽   | 國際挑戰賽 | 男子雙打 | 塔伦·科纳       | 亞軍   |
| 2018年 | 牙買加羽毛球國際賽     | 國際系列賽 | 男子雙打 | 塔伦·科纳       | 冠軍   |
| 2018年 | 巴西羽毛球國際賽       | 國際挑戰賽 | 男子雙打 | 塔伦·科纳       | 亞軍   |
| 2018年 | 巴西羽毛球國際賽       | 國際挑戰賽 | 混合雙打 | 安諾舒卡·帕雷克 | 亞軍   |
| 2018年 | 白夜羽毛球賽           | 國際挑戰賽 | 男子雙打 | 塔伦·科纳       | 準決賽 |
| 2018年 | 哈爾科夫羽毛球國際賽   | 國際挑戰賽 | 混合雙打 | 安諾舒卡·帕雷克 | 冠軍   |
| 2019年 | 尼泊爾羽毛球國際系列賽 | 國際系列賽 | 男子雙打 | 羅漢·卡普爾     | 冠軍   |
| 2019年 | 尼泊爾羽毛球國際系列賽 | 國際系列賽 | 混合雙打 | 安諾舒卡·帕雷克 | 準決賽 |
| 2019年 | 巴林羽毛球國際系列賽   | 國際系列賽 | 男子雙打 | 羅漢·卡普爾     | 亞軍   |

| 2007-2017年 | 首要超級賽 | 超級賽 | 黃金大獎賽 | 大獎賽 | 國際挑戰賽 | 國際系列賽 | 未來系列賽 | 其他 |

| 2018-2026年 | 總決賽 | 超級1000賽 | 超級750賽 | 超級500賽 | 超級300賽 | 超級100賽 | 國際挑戰賽 | 國際系列賽 | 未來系列賽 | 其他 |

### 奧運會和世錦賽參賽紀錄
|          | 搭檔            | 2018 | 2019 | 2020 | 2021 |
| -------- | --------------- | ---- | ---- | ---- | ---- |
| 男子雙打 | 塔伦·科纳       | 48強 | －   | －   | －   |
|          |                 |      |      |      |      |
| 混合雙打 | 安諾舒卡·帕雷克 | 32強 | －   | －   | 32強 |